# Zombie Nation (gra komputerowa)
Zombie Nation (jap. 暴れん坊天狗 Abarenbou Tengu) – gra komputerowa z gatunku strzelanek wydana w 1990 roku na konsolę Nintendo Entertainment System. Gracz przejmuje w niej kontrolę nad głową samuraja walczącą z opanowującymi Stany Zjednoczone istotami zombie. Zombie Nation została sklasyfikowana na 88. miejscu na liście najlepszych 100 gier na konsolę NES według portalu IGN.

## Fabuła
Akcja gry toczy się w 1999 roku, kiedy to meteor zwany Darc Seed (lub Eva w japońskiej wersji) rozbija się na pustyni Nevada. Meteor po zderzeniu z Ziemią emituje magnetyczne promieniowanie, które zamienia ludzi w Stanach Zjednoczonych w zombie; ożywiona zostaje również Statua Wolności. Promieniowanie magnetyczne pozwala Darc Seedowi / Evie kontrolować wiele śmiercionośnych broni, w tym najbardziej potężną – legendarny samurajski miecz Shura.
Głowa samuraja Namakubi (w japońskiej wersji wielka maska Tengu) słyszy szmery powodowane przez magnetyczne działanie Darc Seeda / Evy. Następnie udaje się do Stanów Zjednoczonych, aby zniszczyć źródło promieniowania, a także aby ocalić naród amerykański od nadciągającej zombifikacji i odzyskać samurajski miecz Shura.

## Rozgrywka
W zależności od wersji gry, gracz kontroluje lewitującą głowę samuraja Namakubi lub olbrzymią Maskę Tengu. Gracz może niszczyć przeszkody i wrogów, strzelając pociskami w kształcie gałek ocznych i wymiotując na nich. Wśród wrogów znajdują się strzelcy wyborowi, sterowce, potwory z lawy, a na końcu każdego z etapów także bossowie.
Gracz rozpoczyna każdy poziom z pełnym paskiem życia, który wynosi osiem punktów; każde uszkodzenie powoduje zmniejszenie liczby punktów życia. Gra kończy się, gdy gracz straci wszystkie punkty życia lub gdy zostanie zgnieciony przez przeszkodę. Zombie Nation posiada dwa poziomy trudności – łatwy i trudny. Gracz może wybrać, który etap pokona najpierw. W grze zawarte są cztery etapy, po których następuje walka z finałowym bossem.